# ペダーチェ
ペダーチェ（伊: Pedace）は、イタリア共和国カラブリア州コゼンツァ県カザーリ・デル・マンコに属する分離集落（フラツィオーネ）。
かつては独立したコムーネであったが、2017年5月5日にカーゾレ・ブルーツィオ、セッラ・ペダーチェ、スペッツァーノ・ピッコロ、トレンタと合併して新自治体の一部となった。

## 地理

### 位置・広がり

#### 隣接コムーネ
コムーネとしてのペダーチェは、以下のコムーネと隣接していた。
- アプリリアーノ
- カーゾレ・ブルーツィオ
- コゼンツァ
- ピエトラフィッタ
- サン・ジョヴァンニ・イン・フィオーレ
- セッラ・ペダーチェ
- スペッツァーノ・ピッコロ